# 사반구 (모리셔스)

사반 구

사반구(Savanne District)는 모리셔스 남부에 위치한 구로, 행정 중심지는 수일라크(Souillac)이며 면적은 259km2, 인구는 66,356명(2000년 기준)이다.

## 같이 보기
- 모리셔스의 행정 구역